# Germans Sàbat
Germans Sàbat és un barri situat a l'oest de la ciutat de Girona. Limita amb el nucli de població de Taialà (municipi de Sant Gregori) i amb el sector de Fontajau de Girona.

## Història
Inaugurat el 12 d'agost de 1958 a partir de la construcció per part del Patronato Provincial de la Vivienda de Gerona d'un conjunt de 227 habitatges protegits (tipus social) al poble de Taialà. Estaven destinades a allotjar a la immigració arribada a la ciutat des de diverses regions d'Espanya i que malvivia en barraques per diferents zones de la ciutat, especialment les que ocupaven el sector de Río.
Les cases tenien dos pisos: en el primer hi havia una cuina-menjador, un lavabo i una habitació; i en el segon, dues habitacions més. El seu preu era de 42.605,26 pessetes i tenien una superfície de 48 metres quadrats. Inicialment aquests habitatges no disposaven dels serveis d'aigua corrent i electricitat.
Tot i la manca, en els seus orígens dels més elementals serveis bàsics, posteriorment, i de manera molt gradual, va anar convertint-se en un barri més de la ciutat, conservant del seu aïllament original un sentiment col·lectiu de poble i un fort moviment associacionista.
A començaments de 2009 es va editar el llibre Germans Sàbat, 50 anys de poble de Jordi Busquets, Jaume Prat i Jordi Pericot (2008), editat per l'AAVV de Germans Sàbat.

## Origen del nom
El nom fa referència als tres germans gironins Josep Maria, Lluís i Carles Sàbat Arnau (fills de la vila de Celrà) enrolats a les files del Terç de Requetès de la Mare de Déu de Montserrat de l'exèrcit nacional, morts l'any 1937 a la batalla de Codo durant la Guerra Civil espanyola.

## Població
L'any 2000 tenia 3255 habitants.

## Moviments associatius i entitats esportives
És el barri del club de futbol de la U.D.Sàbat.